# Gamu
Gamu è una municipalità di quarta classe delle Filippine, situata nella Provincia di Isabela, nella Regione della Valle di Cagayan.
Gamu è formata da 16 baranggay:
- Barcolan
- Buenavista
- Dammao
- District I (Pob.)
- District II (Pob.)
- District III (Pob.)
- Furao
- Guibang
- Lenzon
- Linglingay
- Mabini
- Pintor
- Rizal
- Songsong
- Union
- Upi